# Комотіні – Стара-Загора
Комотіні — Стара-Загора, також відомий як Інтерконектор Греція — Болгарія (Interconnector Greece-Bulgaria, IGB) — газопровід, друге з'єднання між газотранспортними системами Греції та Болгарії. Введений в експлуатацію 1 жовтня 2022.
В середині 1990-х на західній ділянці болгаро-грецького кордону сполучили болгарський Транзитний газопровід із трубопроводом Помахонас — Аттика. А у 2010-х в межах політики Європейського Союзу на усебічну інтеграцію газових ринків запланували створити ще одне з'єднання на східній ділянці кордону. За вихідну точку на грецькій території обрали Комотіні, де вже сходяться газопровід Карпері – Комотіні та інтерконектор з турецькою газотранспортною системою Карачабей – Комотіні, крім того, через цей район проходить траса Трансадріатичного газопроводу (введений в дію у 2020-му), призначеного для поставок блакитного палива східного (щонайменше, азербайджанського) походження. Нарешті, в 2022-му почалось спорудження терміналу для імпорту ЗПГ в Александруполісі, який видаватиме ресурс через Карачабей — Комотіні (поява інтерконектора з Болгарією була дуже важлива для старту проєкту цього терміналу).
Газопровід має довжину 182 км, в тому числі 31 км у Греції та 151 км в Болгарії, та прямує в останній до міста Стара-Загора, поблизу якого проходять траси згаданого вище Транзитного газопровода та Південного газопровідного напівкільця.
Для інтерконектору Греція — Болгарія обрали діаметр труб 800 мм та робочий тиск 5,5 МПа, що забезпечує пропускну здатність біля 3 млрд м3 (у випадку встановлення компресорної станції в болгарському Гисково цей показник може сягнути 5 млрд м3).
Для інтерконектора передбачається бідирекціональний рух. Одним з варіантів його використання може бути подача газу, отриманого через імпортний термінал ЗПГ, на північ для поставок на ринки Румунії та України.